# Mathilde Panot
Mathilde Panot   (Tours, 15 de gener de 1989) és una política francesa d'esquerra que ha estat presidenta del Grup La França Insubmisa a l'Assemblea Nacional des de l'octubre de 2021. Va ser elegida a l'Assemblea Nacional a les eleccions legislatives franceses de 2017, on representa la 10a circumscripció del departament de la Vall del Marne.

## Trajectòria
Panot va ser la coordinadora dels grups de suport de La França Insubmisa (FI) abans de les eleccions presidencials del 2017. També s'ha significat per a canviar les institucions democràtiques de França, reclamant una nova República basada en una participació ciutadana més directa i en l'enfortiment del paper del Parlament.
Amb l'aprovació del projecte de llei que va presentar el 24 de novembre de 2022, Panot va ser la primera diputada a iniciar la integració del dret a l'avortament a la Constitució francesa de 1958. Aquesta proposta política formava part del programa La França Insubmisa des del 2012. El grup parlamentari liderat aleshores per Jean-Luc Mélenchon va fer alguns intents infructuosos d'introduir-lo a l'agenda de l'Assemblea Nacional el 2018 i el 2019. Tanmateix, després de la sorpresa causada per l'anul·lació del cas Roe contra Wade per part del Tribunal Suprem als Estats Units d'Amèrica, Panot ho va proposar de nou el juliol de 2022, forçant a incloure'l a l'ordre del dia. Aquest èxit parlamentari va ser el primer pas del procés que va resultar en la modificació de la Constitució el 8 de març de 2024.